# Schutztruppenhut

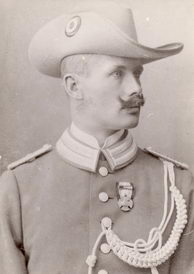
Friedrich von Erckert als Schutztruppenoffizier in Deutsch-Südwestafrika

Der Schutztruppenhut war die Kopfbedeckung der ehemaligen deutschen Schutztruppe und der deutschen Soldaten in Deutsch-Neuguinea und Deutsch-Samoa. Es handelte sich um einen feldgrauen oder khakifarbenen Schlapphut aus Filz, bei dem die Krempe seitlich rechts hochgeknöpft werden kann.

## Deutsch-Südwestafrika

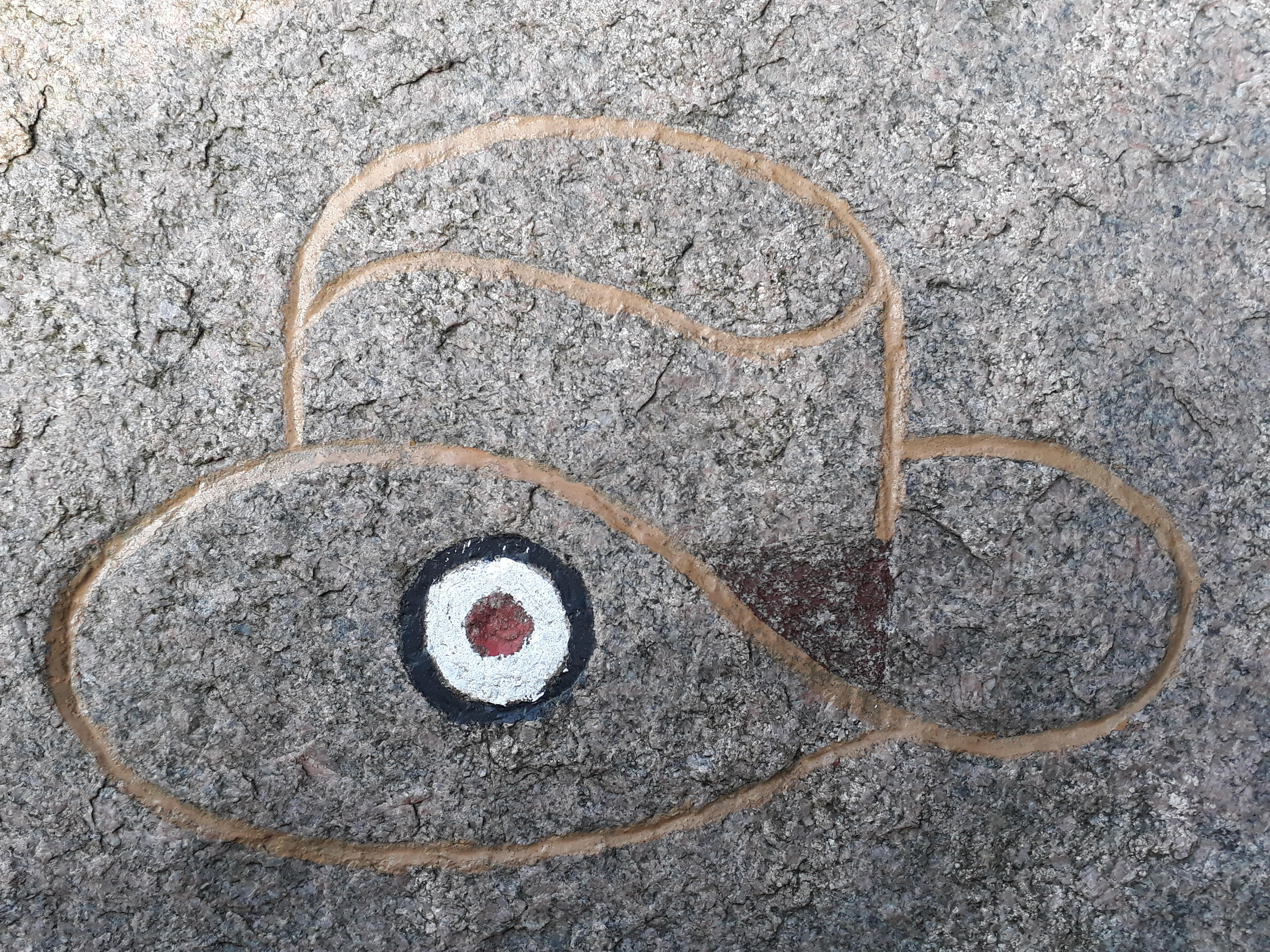
Schutztruppenhut auf dem Hererostein in Berlin

Bei der Gründung der Schutztruppe für Deutsch-Südwestafrika im Jahre 1891 wurden spezielle Uniformen geschaffen, die unter anderem auch die Sonderstellung der Schutztruppen als unabhängigen Teil des Reichsheeres unterstreichen sollte. Die Uniformen entsprachen dem Schnitt der Preußischen Armee, erhielten aber die Grundfarbe Feldgrau oder Khaki für die Tropen. Somit bekamen auch die Hüte diese Färbung. Der Hut war hier auch als Südwester, Südwesterhut beziehungsweise Südwester-Hut bekannt.
Der Hut war bis 2001 die offizielle Kopfbedeckung der deutschen Pfadfinder in Namibia.

## Andere deutsche Schutzgebiete

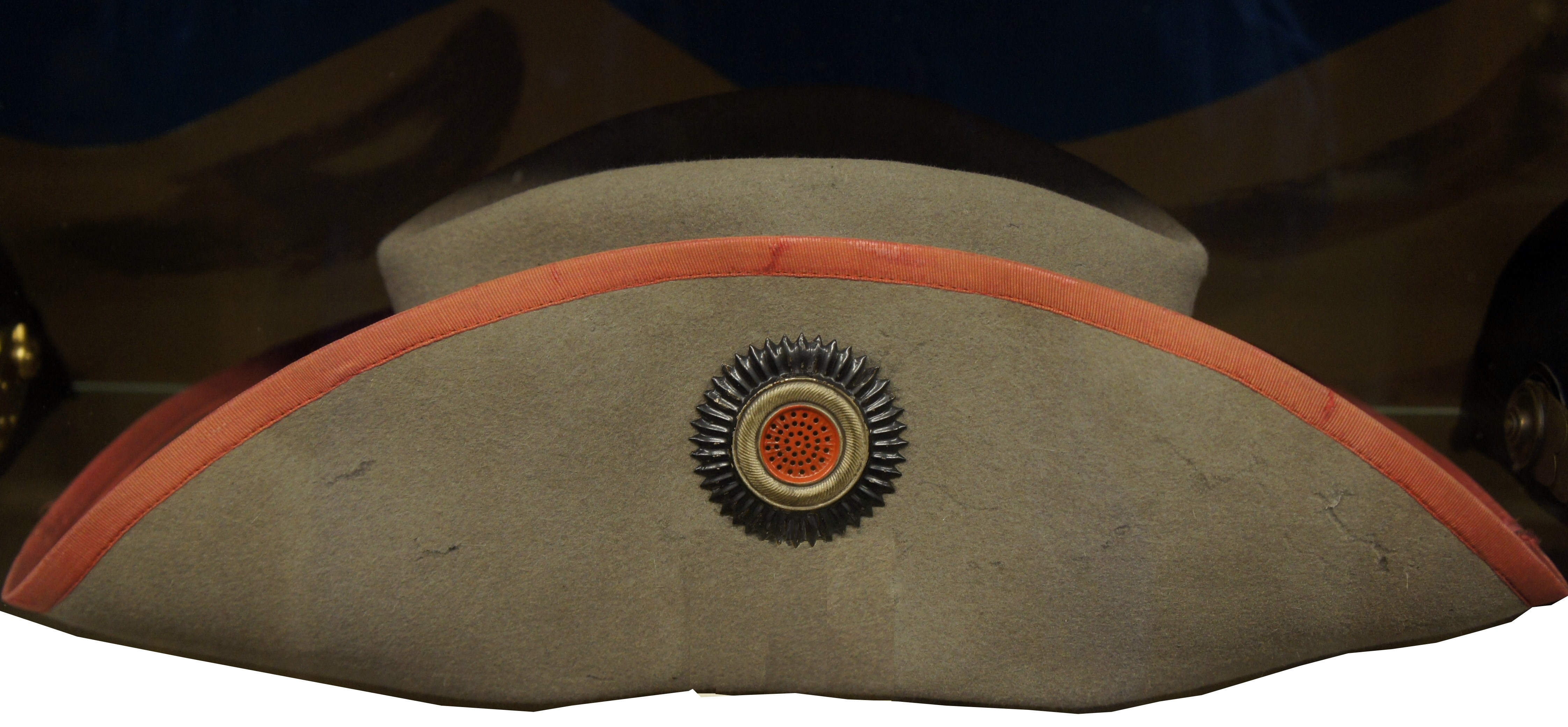
Hut der Schutztruppe für Kamerun

Der Hutrand und das Mützenband waren in der Farbe der jeweiligen Polizei- bzw. Schutztruppe gehalten. Diese war in
- Deutsch-Ostafrika weiß,
- Kamerun ponceaurot,
- Deutsch-Südwestafrika kornblumenblau,
- Togo gelb,
- Deutsch-Neuguinea grün,
- Deutsch-Samoa hellrosa.

Außerdem wurde eine Kokarde in Schwarz-Weiß-Rot an der hochgeklappten Krempe getragen.
Heute wird bei der Bundeswehr der weiterentwickelte Buschhut oder „Boonie“ getragen.